# 小浜町 (長崎県)
小浜町（おばまちょう）は、長崎県の島原半島にあった町で、南高来郡に属した。古くからの温泉街を擁し、観光に関する産業が盛んな町である。
2005年10月11日に周辺6町と新設合併、雲仙市として市制を施行し自治体としては消滅した。
現在の雲仙市内における小浜町の地域にあたり、旧町役場は小浜総合支所として業務が行われている。

## 地理
島原半島の南西部に位置し、海岸線を橘湾に接する。
- 山：普賢岳[1]、絹笠山、妙見岳、国見岳、石割山、野岳、矢岳、高岳、仁田峠
- 河川：金浜川、古賀川、鬢串川、木指川、飛子川（境川）、浦河内川、陰平川、菜切川
- 湖沼：諏訪池、鴛鴦ノ池、白雲ノ池、広河原池、空池

## 歴史
- 1889年（明治22年）4月1日 - 町村制施行により、南高来郡のうち後の町域にあたる小浜村、北串山村がそれぞれ単独村制にて発足。
- 1922年（大正11年）12月8日 - 島原地震により被害を受ける。[2]
- 1924年（大正13年）4月1日 - 小浜村が町制施行。小浜町となる[3]。
- 1949年（昭和24年）5月25日 - 同月27日にかけて昭和天皇の戦後巡幸があり、雲仙九州ホテルに宿泊。東京芝浦油脂の製塩工場前に「小浜町奉迎場」が設けられた[4]。
- 1955年（昭和30年）2月1日 - 小浜町と北串山村が新設合併し、改めて小浜町が発足。
- 2005年（平成17年）10月11日 - 国見町、瑞穂町、吾妻町、愛野町、千々石町、南串山町と合併し市制施行。雲仙市が発足し、小浜町は自治体として消滅。

## 地域

### 地名
名を行政区域とする。大字は設置していない。旧小浜町・旧北串山村時代は名の名称を十干に置き換えて表記していたが、1955年の合併以降は十干表記を廃止して本来の名の名称を表記し、さらに末尾の「名」の文字が削除された。その際に一部の名が改称している。
（）内は旧町村時代の名および十干を表す。
旧小浜町
- 富津（甲 / 富津名）[5]
- 北野（乙 / 北野名）
- 北本町（丙 / 北本村名）[6]
- 南本町（丁 / 南本村名）[6]
- 北木指（戊 / 下木指名）
- 南木指（己 / 上木指名）
- 雲仙（庚 / 温泉名）[7]
- マリーナ[8] - 平成初期、北本町・南本町のそれぞれ一部の海岸部埋立地造成により新設。

旧北串山村
- 金浜（甲 / 金浜名）
- 木場（乙 / 木場名）
- 大亀（丙 / 大亀名）[9]
- 山畑（丁 / 山畑名）
- 飛子（戊 / 飛子名）

## 行政

### 町章
- 1970年1月1日に制定され、国見岳・妙見岳・普賢岳の山群で「小」を形づくり、波の形は橘湾を表したものである。[10][11]

## 教育

### 高等学校
- 長崎県立小浜高等学校

### 中学校
- 小浜町立小浜中学校 - 県内でもトップクラスの成績を誇る吹奏楽部が有名である。
- 小浜町立雲仙中学校
- 小浜町立北串中学校

### 小学校
- 小浜町立小浜小学校
- 小浜町立雲仙小学校
- 小浜町立富津小学校
- 小浜町立木指小学校
  - 小田山分校
- 小浜町立北串小学校

## 交通

### 鉄道
- 町内には他地域とを結ぶ鉄道路線はない（最寄り鉄道駅は島原鉄道愛野駅）。なお、1927年から1938年までは雲仙鉄道が存在し、当時の小浜町域に木津ノ浜駅・富津駅・雲仙小浜駅が設置されていたが、経営難により廃止された。
- 索道
  - 雲仙ロープウェイ

### 道路

#### 一般国道
- 国道57号
- 国道251号
- 国道389号

#### 有料道路
- 仁田峠循環自動車道路

### 航路
1948年から1960年まで、矢上から戸石・小浜を経由して加津佐へ向かう航路があった。

## 産業
- 特産品 ： 湯せんぺい

## 名所・旧跡・観光スポット・祭事・催事

### 名所・旧跡・観光スポット
- 朝日山遺跡
- 仁田峠
- 雲仙温泉
  - 古湯温泉
  - 新湯温泉
  - 小地獄温泉
  - 地獄めぐり
- 小浜温泉
- とけん山自然公園

### 祭事・催事
- 全九州花火師競技大会：4月

## 出身・ゆかりのある人物
- 松永東（弁護士、衆議院議員） - 旧北串山村出身。衆議院議長、文部大臣などを歴任。
- 城谷耕生（デザイナー） - 小浜町出身。雲仙市小浜町でデザインスタジオを経営。

## その他
- バラク・オバマ米国大統領が2014年4月23日から2泊3日の日程で訪日した際は、名前の共通性により町は歓迎ムードに湧いた[13]。